# Ogema (Saskatchewan)
Ogema es un pueblo canadiense situado en la provincia de Saskatchewan.

## Superficie
Ogema tiene una superficie de 1,33 km².

## Demografía
En 2021, tenía 383 habitantes, una densidad poblacional de 287,3 hab./km², y 192 viviendas.